# Manica Janežič Ambrožič
Manica Janežič Ambrožič, slovenska novinarka, urednica in televizijska voditeljica. Rodila se je 22. januarja 1973 v Slovenj Gradcu. Otroštvo in mladost je preživela v Žalcu. Živi v Grosuplju.

## Življenjepis
Študirala je francoščino na Filozofski fakulteti in novinarstvo na Fakulteti za družbene vede Univerze v Ljubljani, kjer je vpisana na doktorski študij s področja novinarske etike.
Na TV Slovenija je zaposlena od leta 1994. Med letoma 1998 in 2018 je vodila Dnevnik TV Slovenija, med letoma 2018 in 2021 pa je bila odgovorna urednica Informativnega programa TV Slovenija. Spomladi 2025 je postala voditeljica Odmevov TV Slovenija. Poroča z zunanjepolitičnih in mednarodnih dogodkov ter pripravlja dokumentarne oddaje, oddajo Zrcalo tedna, intervjuje in predvolilna soočenja. Posebej se posveča temam, ki se dotikajo Evropske unije. Leta 2004 je npr. poročala o vstopu Slovenije v EU, leta 2024 pa iz Ukrajine. Sodeluje tudi pri izobraževanju novinarjev na Fakulteti za družbene vede  in na RTV Slovenija.
V depeši ameriškega veleposlaništva 2007, razkriti v aferi WikiLeaks, so jo uvrščali med pet najvplivnejših žensk v Sloveniji.
Od leta 2023 je članica Novinarskega častnega razsodišča (NČR), skupnega samoregulativnega organa Sindikata novinarjev Slovenije in Društva novinarjev Slovenije, ki skrbi, da člani novinarske skupnosti ter avtorji novinarskih besedil in prispevkov spoštujejo etična in profesionalna pravila, ki so zbrana v Kodeksu novinarjev Slovenije.

### Odgovorna urednica Informativnega programa: Očitki o cenzuri, pritiski in odstop
Maja 2021 je bila v javnosti objavljena korespondenca Janežič Ambrožičeve z novinarjem Nejcem Krevsom, ki je za oddajo Odmevi pripravljal prispevek, v katerem naj bi bil vključen tudi pogovor z izraelskim veleposlanikom v Sloveniji ob oboroženem konfliktu med Izraelom in Palestino. Janežič Ambrožičeva je objavo zavrnila, saj je vsebovala le eno plat. Novinar je o očitkih seznanil Programski svet RTV Slovenija.  Ambrožičeva je očitke zavrnila. Zadevo je obravnavala varuhinja pravic gledalcev in poslušalcev Ilinka Todorovski in ugotovila, da ni šlo za nedovoljen poseg v novinarsko vsebino ali cenzuro. Junija 2021 se je Janežič Ambrožičeva znašla v središču spora med direktorico TV Slovenija Natalijo Gorščak in generalnim direktorjem RTV Slovenija Andrejem Grahom Whatmoughom, ki je direktorico avgusta 2021 tudi odstavil. Gorščakova je večkrat izjavila, da se je to zgodilo, ker ni razrešila odgovorne urednice Informativnega programa, kot je to od nje zahteval generalni direktor.  Janežič Ambrožičeva je odgovorna urednica ostala še do oktobra 2021, ko je odstopila in kot razlog navedla nestrinjanje s predlaganim Programsko-produkcijskim načrtom za 2022, ki je osiromašil televizijski informativni program.

## Nagrade
Večkrat je bila nominirana za nagrado viktor, ki jo je leta 2017 tudi dobila, in sicer za najboljšo voditeljico informativne oddaje. Leta 2019 je postala vitezinja nacionalnega reda za zasluge Francoske republike. Je dobitnica RTV-priznanja za posebne dosežke v letu 2024, ko je vodila številne najodmevnejše projekte Televizije Slovenija, mdr. je pred evropskimi volitvami zasnovala sklepno soočenje, ki je prvič potekalo na vseh RTV-platformah hkrati.

## Zasebno
Poročena je s športnim menedžerjem Tomažem Ambrožičem, s katerim imata sina in hčer.